# Sigismund Wilhelm Kölle
Sigismund Wilhelm Kölle, född 14 juli 1820 i Cleebronn, död 18 februari 1902 i London, var en tysk missionär och språkforskare, som var pionjär inom forskningen om Afrikas språk.
Efter utbildning i ett missionshus i Basel flyttade Kölle 1845 till Church Missionary Society i London. Från 1847 var han verksam i Sierra Leone. Där samlade han in ett omfattande språkligt material. Hans främsta verk Polyglotta Africana från 1854 blev inledningen till den seriösa forskningen av europeiska vetenskapsmän om ett stort antal afrikanska språk.